# (6243) Yoder
(6243) Yoder est un astéroïde de la ceinture principale.

## Description
(6243) Yoder est un astéroïde de la ceinture principale. Il fut découvert le 27 juillet 1990 à l'observatoire Palomar par Henry E. Holt. Il présente une orbite caractérisée par un demi-grand axe de 2,20 UA, une excentricité de 0,05 et une inclinaison de 3,9° par rapport à l'écliptique.

## Compléments